# دانشگاه ویلفرد لوریر

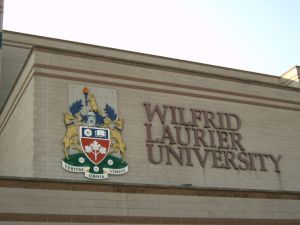
نمایی از سردر ورودی دانشگاه ویلفرد

دانشگاه ویلفرد لوریر(به انگلیسی: Wilferd Lurier University)، در شهر واترلو، استان انتاریو کانادا واقع شده‌است.
این دانشگاه در سال ۱۹۱۱ تأسیس شده‌است.
دانشگاه ویلفرد لوریر یکی از دانشگاه‌های در حال رشد کشور کانادا است.